# Aricanduva
Aricanduva là một đô thị thuộc bang Minas Gerais, Brasil. Đô thị này có diện tích 243,539 km², dân số năm 2007 là 4832 người, mật độ 18,6 người/km².